# Маріанна (Арканзас)
Маріанна (англ. Marianna) — місто (англ. city) в США, адміністративний центр округу Лі штату Арканзас. Населення — 3575 осіб (2020).

## Географія
Маріанна розташована на висоті 69 метрів над рівнем моря за координатами 34°46′25″ пн. ш. 90°46′3″ зх. д. / 34.77361° пн. ш. 90.76750° зх. д. (34.773682, -90.767424).  За даними Бюро перепису населення США в 2010 році місто мало площу 9,30 км², уся площа — суходіл.

## Демографія
Згідно з переписом 2010 року, у місті мешкало 4115 осіб у 1664 домогосподарствах у складі 1068 родин. Густота населення становила 442 особи/км².  Було 2012 помешкання (216/км²). 
Расовий склад населення:
| - 76,6 % — чорних або афроамериканців - 20,9 % — білих - 0,8 % — азіатів - 0,2 % — корінних американців |

До двох чи більше рас належало 1,3 %. Іспаномовні складали 0,7 % від усіх жителів.
За віковим діапазоном населення розподілялося таким чином: 28,7 % — особи молодші 18 років, 55,2 % — особи у віці 18—64 років, 16,1 % — особи у віці 65 років та старші. Медіана віку мешканця становила 35,8 року. На 100 осіб жіночої статі у місті припадало 76,2 чоловіків;  на 100 жінок у віці від 18 років та старших — 72,2 чоловіків також старших 18 років.
Середній дохід на одне домашнє господарство  становив 30 912 долари США (медіана — 25 875), а середній дохід на одну сім'ю — 39 299 доларів (медіана — 32 740). Медіана доходів становила 34 120 доларів для чоловіків та 27 593 долари для жінок. За межею бідності перебувало 35,6 % осіб, у тому числі 47,3 % дітей у віці до 18 років та 33,9 % осіб у віці 65 років та старших.
Цивільне працевлаштоване населення становило 1126 осіб. Основні галузі зайнятості: освіта, охорона здоров'я та соціальна допомога — 21,0 %, роздрібна торгівля — 15,5 %, сільське господарство, лісництво, риболовля — 15,4 %.
За даними перепису населення 2000 року в Маріанні проживала 5181 особа, 1315 сімей, налічувалося 1955 домашніх господарств і 2196 житлових будинків. Середня густота населення становила близько 557,1 особа на один квадратний кілометр. Расовий склад Маріанни за даними перепису розподілився таким чином: 10,44 % білих, 88,14 % — чорних або афроамериканців, 0,15 % — корінних американців, 0,56 % — азіатів, 0,42 % — представників змішаних рас, 0,29 % — інших народів. Іспаномовні склали 1,04 % від усіх жителів міста.
З 1955 домашніх господарств в 35,4 % — виховували дітей віком до 18 років, 30,4 % представляли собою подружні пари, які спільно проживали, в 32,8 % сімей жінки проживали без чоловіків, 32,7 % не мали сімей. 30,9 % від загального числа сімей на момент перепису жили самостійно, при цьому 16,2 % склали самотні літні люди у віці 65 років та старше. Середній розмір домашнього господарства склав 2,59 особи, а середній розмір родини — 3,25 особи.
Населення міста за віковим діапазону за даними переписом 2000 року розподілилося таким чином: 34,4 % — жителі молодше 18 років, 9,5 % — між 18 і 24 роками, 22,0 % — від 25 до 44 років, 19,4 % — від 45 до 64 років і 14,7 % — у віці 65 років та старше. Середній вік мешканця склав 31 рік. На кожні 100 жінок в Маріанні припадало 77,4 чоловіків, у віці від 18 років та старше — 70,6 чоловіків також старше 18 років.
Середній дохід на одне домашнє господарство в місті склав 17 643 долара США, а середній дохід на одну сім'ю — 20 611 доларів. При цьому чоловіки мали середній дохід в 28 542 долара США на рік проти 19 045 доларів середньорічного доходу у жінок. Дохід на душу населення в місті склав 10 253 долари на рік. 32,8 % від усього числа сімей в населеному пункті і 37,0 % від усієї чисельності населення перебувало на момент перепису населення за межею бідності, при цьому 46,2 % з них були молодші 18 років і 33,1 % — у віці 65 років та старше.

## Відомі уродженці та мешканці
- Олівер Лейк — джазовий музикант, саксофоніст, флейтист, композитор
- Роберт Макферрін (19 березня 1921 — 24 листопада 2006) — оперний співак, перший афроамериканець, що співав у Метрополітен-опера. Батько джазового співака Боббі Макферріна
- Карлос Холл — професійний футболіст, гравець Канзас-Сіті Чіфс
- Оскар Полк — актор
- Родні Слейтер — міністр транспорту США з 14 лютого 1997 по 20 січня 2001 року.